# Риновіруси
Риновіруси (лат. Rhinovirus, від дав.-гр. ῥίς / ῥινός — «ніс») — група крихітних РНК-вмісних вірусів виду ентеровірусів, віріони яких не мають зовнішньої оболонки, а геном представлений одноланцюговою лінійною нефрагментованою молекулою РНК, пов'язаною з білком VPg; включає збудників гострих респіраторних вірусних інфекцій (ГРВІ). Нуклеокапсид організований за типом ікосаедричної симетрії. Після його видалення екстрагонова РНК зберігає інфекційність.

## Класифікації
Згідно даним Міжнародного комітету з таксономії вірусів (ICTV) систематика групи неодноразово змінювалась. Уперше вид Rhinovirus 1A з роду Rhinovirus включений у базу даних у 1971 році, а вже в 1976 він змінив назву на Human rhinovirus 1A і був розділений на декілька десятків нумерованих серологічних типів. Подальші вивчення дозволили в 1999 році віднести більшість з них до виду Human rhinovirus A і тільки три (Human rhinovirus 3, 14, 72) — до виду Human rhinovirus B, включені в той же рід Rhinovirus. У 2005 році 2 близьких роди (Enterovirus і Rhinovirus) об'єднали в один. У 2009 виділили новий вид Human rhinovirus C, а у 2012 році видам повернули назви, під якими перший з них був зареєстрований у 1971 році: Rhinovirus A, B, C.
Існує багато різних серологічних типів риновірусів (що ускладнює боротьбу зі спалахами ГРЗ). Утворення дочірніх популяцій риновірусів відбувається в цитоплазмі; вивільнення вірусів супроводжується лізисом клітини.
Риновіруси класифікують на дві великі групи за вміння до репродукції в клітинах приматів:
- риновіруси групи Н розмножуються і викликають цитопатичні зміни в органічній групі диплоїдних клітин людського ембріона і спеціальної лінії (R) клітин HeLa.
- риновіруси групи М розмножуються і викликають цитопатичні зміни в клітинах нирок мавп, нирок ембріона людини і різних перещеплюваних клітинних лініях людських клітин.

За структурою єдиного типоспецифічного АГ виділяють 113 імунорізнорідних груп. Групоспецефіний АГ відсутня.

## Принципи мікробіологічної діагностики
Для підтвердження діагнозу риновірусні інфекції проводять виділення вірусів на культурах клітин, заражених виділеннями з носових ходів; збудник ідентифікують у РН з допомогою антисироваток.

## Лікування і профілактика
Лікування риновірусних інфекцій симптоматичне. Вакцинопрофілактика риновірусної інфекції неможлива через велику кількість серологічних варіантів збудника.